# Fussballclub Neumünster Zürich
Il Fussballclub Neumünster Zürich è una società calcistica svizzera, con sede a Witikon, quartiere della città di Zurigo, capitale del cantone omonimo. Nella sua storia ha disputato 5 stagioni consecutive nella massima serie del campionato svizzero di calcio, tra la fine degli anni dieci e l'inizio degli anni venti, quando il campionato era denominato Serie A.
Dopo uno scioglimento nel 1930 e una ricostituzione nel 1956, il club milita attualmente nella Quarta Lega, settima divisione del campionato elvetico, con due squadre: una nel gruppo 4, una nel gruppo 9.

## Palmarès
- Serie B (Svizzera): 1

1916-1917
- Serie Promozione: 1

1922-1923 (gruppo ovest 1)